# تومسون مان
تومسون مان (بالإنجليزية: Thompson Mann)‏ هو سباح أمريكي، ولد في 1 ديسمبر 1942 في نورفولك في الولايات المتحدة.

## وصلات خارجية
- تومسون مان على موقع الاتحاد الدولي للسباحة (الإنجليزية)
- تومسون مان على موقع SwimRankings.net (الإنجليزية)
- تومسون مان على موقع قاعة مشاهير السباحة العالمية (الإنجليزية)
- تومسون مان على موقع اللجنة الأولمبية الدولية (الإنجليزية)
- تومسون مان على موقع أوليمبيديا (الإنجليزية)